# Dezesseis de Novembro
Dezesseis de Novembro is een gemeente in de Braziliaanse deelstaat Rio Grande do Sul. De gemeente telt 2.923 inwoners (schatting 2009).

## Galerij

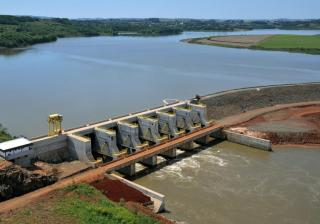
Usina Hidrelétrica Passo São João
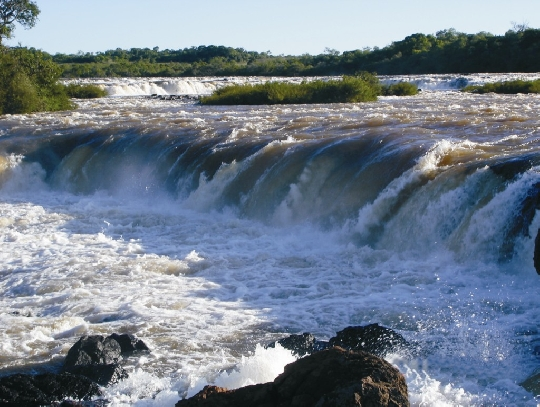